# クリステン・ウィルソン
クリステン・ウィルソン（Kristen Wilson、1969年9月4日 - ）は、アメリカ合衆国の女優。

## 出演作品
- ガール6
- ドクター・ドリトル
- ドクター・ドリトル2
- ドクター・ドリトル3
- ワイルド・タウン/英雄伝説
- ダンジョン&ドラゴン